# Екуан
Екуан (на английски: Ekwan River) е река в централната част на Канада, северната, централна част на провинции Онтарио, вливаща се в залива Джеймс, южната част на Хъдсъновия залив. Дължината ѝ от около 500 км ѝ отрежда 66-о място в Канада.
Река Екуан изтича от езерото Земар (239 м н.в.), разположено в северната, централна част на провинция Онтарио, на 8 км северно от изворите на река Атавапискат и се насочва на североизток. След като приеме отляво, на 81 м н.в. най-големия си приток река Норт Уашагами, Екуан завива на югоизток, а след 50 км на изток. При завоя си на изток, в рамките само на 5 км, отдясно в нея се вливат реките Мататето и Крукъд, а отляво — Литъл Екуан. На 53°29′41″ с. ш. 83°39′32″ з. д. / 53.494722° с. ш. 83.658889° з. д. и 63 м н.в. Екуан преминава през праговете Флинт Рапидс, продължава в източна посока и на 25 км преди устието си се разделя на два ръкава (те от своя страна се делят на други по-малки) и се влива в западната част на залива Джеймс, срещу остров Акимиски, на 25 км северно от устието на река Атавапискат.
Водосборният басейн на реката се вклинява между басейните на реките Атавапискат на юг и Уиниск на запад и северозапад.
Многогодишният среден дебит в устието на Екуан е 86 m3/s. Максималният отток на реката е през юни и юли – 328 m3/s, а минималния през февруари-март – 6,18 m3/s. Снежно-дъждовно подхранване. От ноември до края на април, началото на май реката замръзва.